# Kančil vodní
Kančil vodní, známý také jako kančil africký (Hyemoschus aquaticus nebo Moshus aquaticus), je středoafrický sudokopytník z čeledi kančilovití (Tragulidae) a rodu Hyemoschus. Roku 1765 jej popsal Wiliam Ogilbi. Nejsou známy žádné poddruhy (subspecie).

## Výskyt
Kančil vodní je zvířetem etiopské oblasti, obývá západní a střední Afriku od Sierry Leone až po Ugandu. Lze jej najít například v Libérii, Demokratické republice Kongo, Gabonu, Ghaně či Togu, přičemž obývá řadu chráněných areálů. Vyskytuje se v nížinatých pralesích v blízkosti vody, od které se nevzdaluje na vzdálenost 250 m.

## Popis

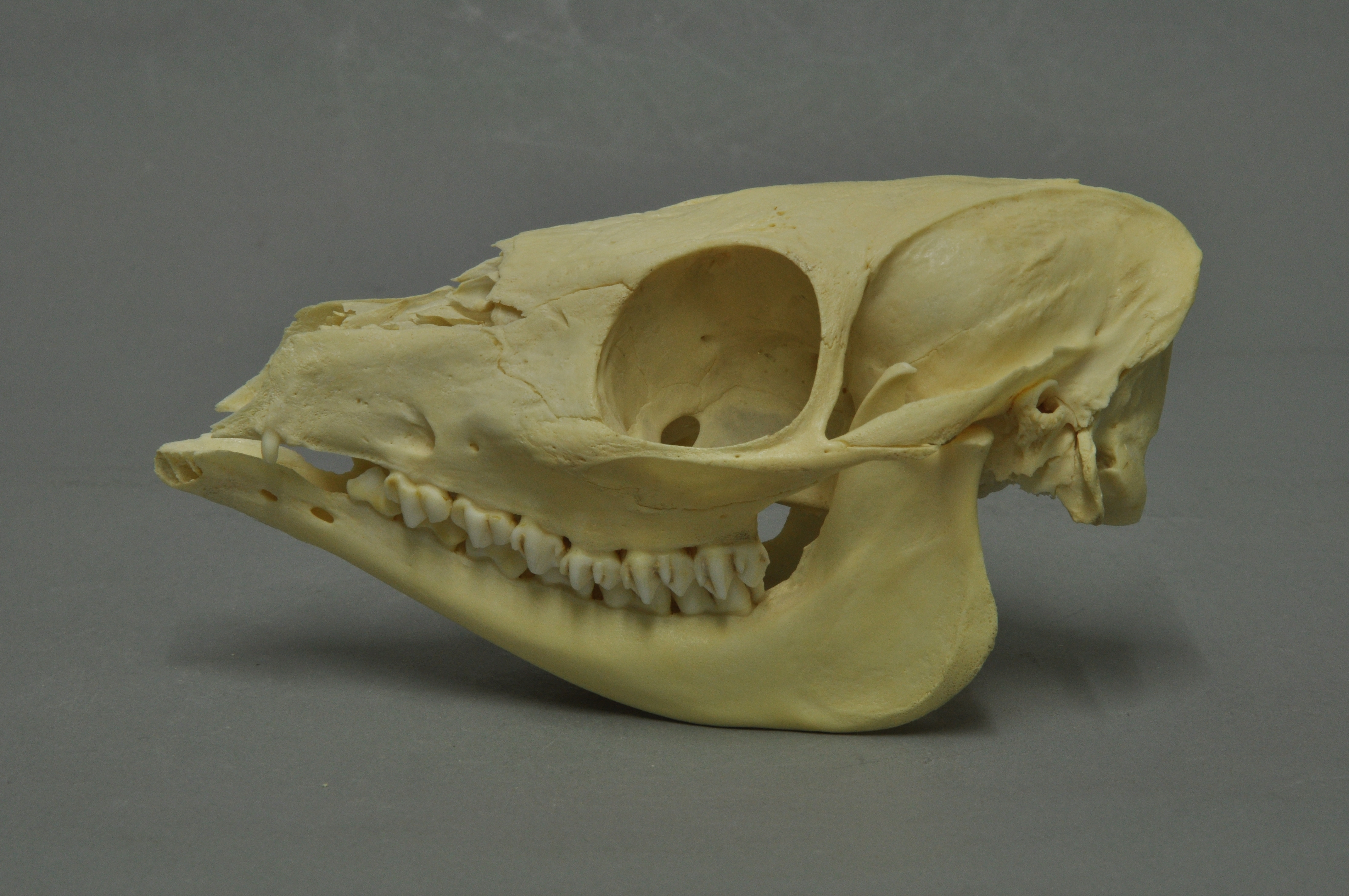
Lebka kančila vodního.

Kančil vodní připomíná zástupce čeledi jelenovití (Cervidae). Je malým druhem, měří na délku bez ocasu 45 až 85 cm, ocas je dlouhý 7,5 až 15 cm. Výška v kohoutku je 30 až 40 cm a hmotnost se odhaduje na 7 až 16 kg, přičemž samci jsou menší než samice; u druhu je vyvinut pohlavní dimorfismus. Hlava je malá a špičatá. Neroste na ní paroží, ale samci jsou vyzbrojeni dvěma kly. Tělo je kompaktní a krátké, s malýma nožičkama, přičemž přední jsou kratší než zadní. Pokryto je tvrdou kůží. Srst má červenohnědé zbarvení, s pruhy a skvrnami bílé barvy, díky kterým se mohou kančilové zamaskovat v lesním porostu. Spodní strana ocasu má rovněž bílé zbarvení.

## Chování
Druh je výhradně noční, čímž se odlišuje od jiných zástupců své čeledi. Během dne se kančilové ukrývají v pralese. Jsou to samotářsky žijící tvorové, ačkoli hustota populace může činit až 28 zvířat na km2. Samci si drží území o rozloze 20 až 30 hektarů, území samiček je menší a má rozlohu 13 až 14 hektarů. Území samce se překrývá s územím alespoň dvou samic. Kančilové si své teritorium značí močí a výměškem z análních žláz. Samec si své teritorium obvykle drží maximálně jeden rok, poté je nahrazen jiným samcem. Při soubojích spolu samci bojují pomocí svých špičáků.
Samice rodí jednou za rok. Samici připravenou k reprodukci samci následují a snaží se olizovat její genitálie. Březost trvá asi 175 dní. Mláďata se rodí celoročně, ale největší počet porodů byl zaznamenán mezi červencem a srpnem. Březí je samice 6 až 9 měsíců a pravděpodobně rodí větší počet mláďat. Mláďata jsou schopna již hodinu po porodu stát. Matka je však položí do úkrytu, v němž je pravidelně navštěvuje. Krmí je 3 až 6 měsíců mateřským mlékem, odejdou však od ní až po dosažení pohlavní dospělosti (asi za 403 dní od narození). Mohou se dožít i 13 let, ale délka života ve volné přírodě většinou nepřesahuje 8 let.
V případě nebezpečí se nejprve kančil přestane hýbat, před predátory se potom ukrývá tak, že se celý ponoří pod vodu, což mu vyneslo i jméno. Přestože se ve vodě ukrývá, není schopen delší dobu plavat.

## Ohrožení
Druh je ohrožen ztrátou přirozeného prostředí, úbytek způsobuje také lov pro takzvaný bushmeat. Kvůli doposud velké populaci čítající na 280 000 zvířat jej však Mezinárodní svaz ochrany přírody považuje za málo dotčený. Zařazen není ani v Úmluvě o mezinárodním obchodu s volně žijícími druhy živočichů a rostlin (CITES).